# Kailer Yamamoto
Kailer Yamamoto (Spokane, Washington, 29 de septiembre de 1998) apodado Yamo o Honey Badger, es un jugador profesional estadounidense de hockey sobre hielo que se desempeña en la posición de extremo derecho en Seattle Kraken, equipo de la National Hockey League (NHL).

## Carrera
Fue seleccionado en la primera ronda en la NHL Entry Draft de 2017. Hizo su debut profesional con el equipo Edmonton Oilers, en el cual jugó seis temporadas (2017-2023), después paso a Seattle Kraken, donde lleva jugando una temporada.